# Grande famine de 1693-1694
La grande famine de 1693-1694, qui est produite en France, est due à un hiver très rigoureux en 1692, suivi en 1693 d'une récolte très médiocre, causée par un printemps et un été trop pluvieux, causant une flambée des prix des céréales et une sous-alimentation qui favorise les épidémies comme le typhus, jusqu'en 1694. La France, qui avait alors 20 millions d’habitants, eut 1 300 000 morts en plus de la mortalité normale, selon Emmanuel Le Roy Ladurie, qui estime à 600 000 morts la catastrophe suivante, la grande famine de 1709.

## Historique

### Une calamité récurrente

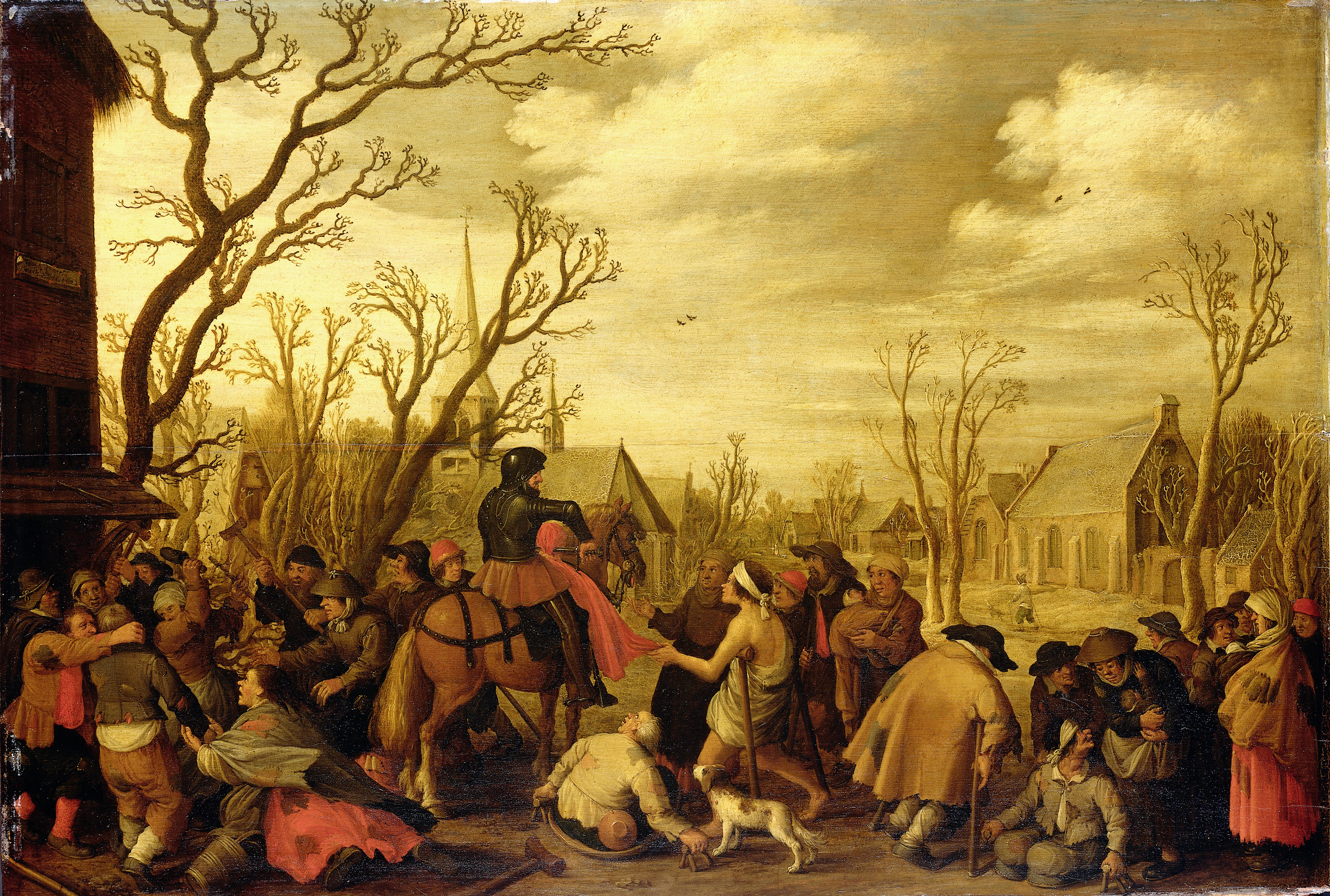
Saint Martin de Tours au milieu des mendiants. Toile de Joost Cornelisz Droochsloot, 1623.

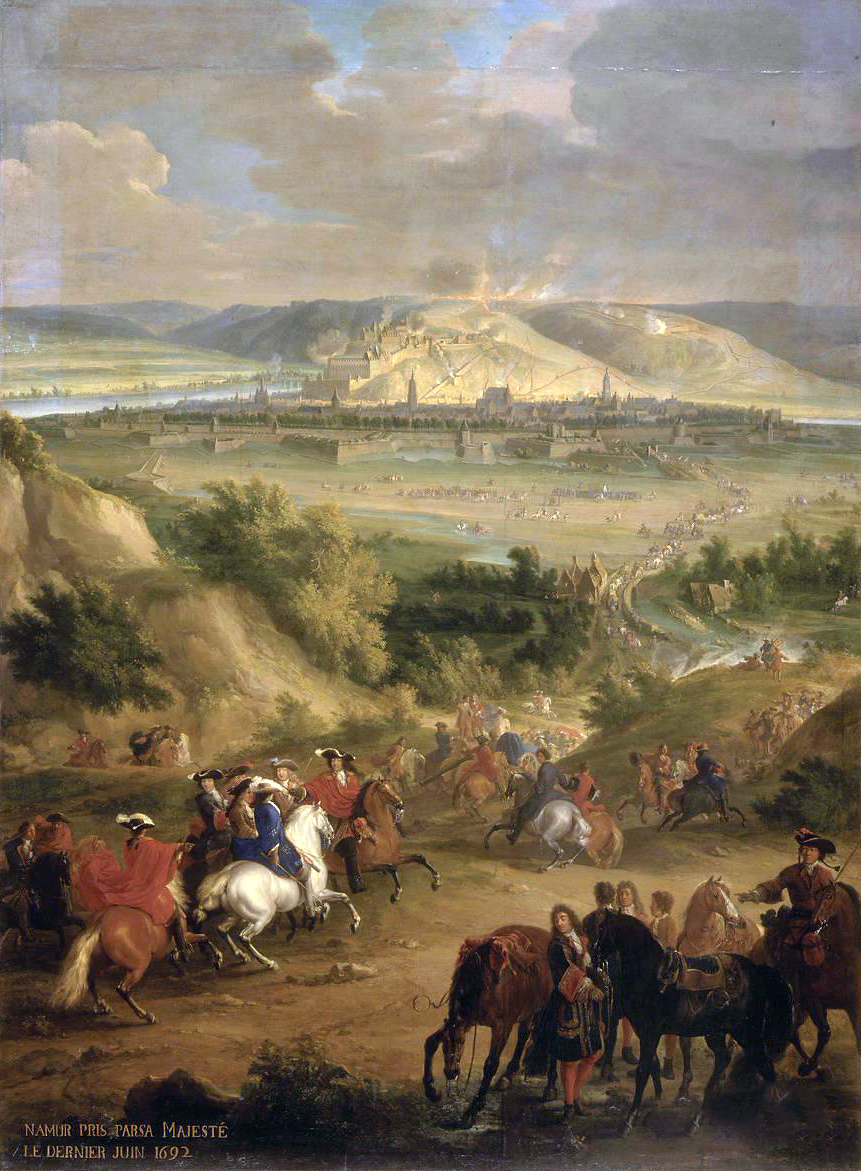
Le siège de Namur (1692), marqué par de fortes pluies qui inondent le camp de. Toile de Jean-Baptiste Martin, 1693.

L'historien François Lebrun estime que la population française est passée de 22,25 à 20,75 millions d’habitants en deux ans, entre 1692 et 1694, soit une perte totale d’un million et demi de personnes.
Ces événements étaient loin d’être exceptionnels. Selon les historiens de l’époque, la France a connu treize famines générales au XVIe siècle, onze au XVIIe siècle et seize au XVIIIe siècle.
« Supposez que ce relevé soit complet et fiable (ce dont je doute), il laisse de côté les famines locales, et celles-ci, très fréquentes, surviennent presque chaque année, ici ou là », a souligné l'historien Fernand Braudel, qui note qu’avec « l’effroyable disette » de 1812, la famine de 1816-1817 et la succession de mauvaises récoltes survenues entre 1820 et 1830, en 1837 et en 1846-1848, même le XIXe siècle n’a pas été épargné.
Lors de la grande famine de 1693-1694, la mauvaise nourriture due à la disette a favorisé les épidémies : la typhoïde de l’automne 1693 et du printemps 1694 est décrite par des « fièvres putrides, malignes, pestilentes, avec atteinte intestinale, taches abdominales (le pourpre), prostration, rêveries, assoupissement ». Selon l'historien Grégory Quenet, « la famine de 1693-1694 montre les limites de la capacité d'intervention de l'État » à cette époque, qui se contente d'interdire en 1692 l'exportation des blés. La famine a aussi une origine économique, les mauvaises récoltes entraînent une augmentation des prix, qui rend le pain difficile d'accès avant même que les céréales ne deviennent difficiles à trouver. La famine de 1693-1694 a cependant épargné la région méditerranéenne dont l'agriculture a même profité un peu d'une meilleure pluviosité.
Cette famine se produit sur fond de guerre de la Ligue d'Augsbourg, de relèvement de la taille et débouche sur la création, en 1695, d'un nouvel impôt, la capitation. Même s'il maîtrise mal la dimension météorologique de la catastrophe, dans un mémoire au roi Louis XIV, Vauban dénonce en bloc, en 1700, les causes selon lui de la crise démographique que traverse alors la France : la misère effroyable des paysans, les mauvaises récoltes, la lourdeur des impôts.

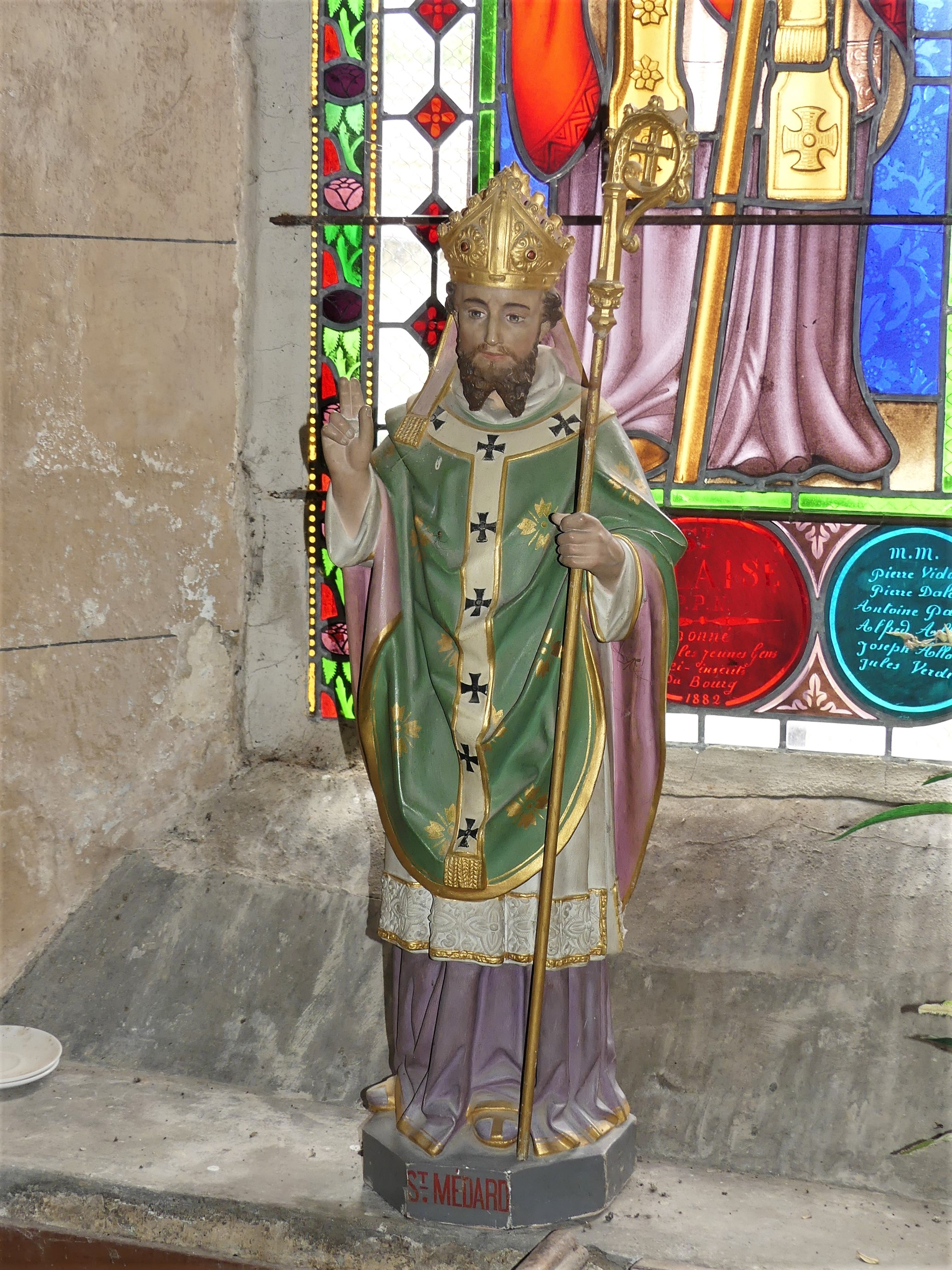
Saint Médard de Noyon que les soldats rendent responsable des fortes pluies de juin 1692. Église de Saint-Merd-la-Breuille, époque inconnue.

### Siège de Namur
Le duc de Saint-Simon, dans ses Mémoires, raconte comment il fut témoin des fortes pluies de juin 1692, événement déclencheur de la crise agricole, pendant le siège de Namur par l'armée de Louis XIV :
« Ses tentes [du roi] et celles de toute la cour furent dressées dans un beau pré à cinq cents pas du monastère de Marlaigne. Le beau temps se tourna en pluies, de l'abondance et de la continuité desquelles personne de l'armée n'avait vu d'exemple, et qui donnèrent une grande réputation à saint Médard, dont la fête est au 8 juin. Il plut tout ce jour-là à verse, et on prétend que le temps qu'il fait ce jour-là dure quarante jours de suite. Le hasard fit que cela arriva cette année. Les soldats, au désespoir de ce déluge, firent des imprécations contre ce saint, en recherchèrent des images et les rompirent et brûlèrent tant qu'ils en trouvèrent. Ces pluies devinrent une plaie pour le siège. Les tentes du roi n'étaient communicables que par des chaussées de fascines qu'il fallait renouveler tous les jours, à mesure qu'elles s'enfonçaient; les camps et les quartiers n'étaient pas plus accessibles; les tranchées pleines d'eau et de boue, il fallait souvent trois jours pour remuer le canon d'une batterie à une autre. Les chariots devinrent inutiles, en sorte que les transports des bombes, boulets, etc., ne purent se faire qu'à dos de mulets et de chevaux tirés de tous les équipages de l'armée et de la cour, sans le secours desquels il aurait été impossible. » (Mémoires, chapitre 1)
Ces pluies sont aussi évoquées par deux autres témoins : Vauban, qui dirigeait les travaux du siège, et le jeune ingénieur Jean-Martin de La Colonie qui insiste sur les souffrances des hommes, épuisés par la boue et la faim, et la forte mortalité des chevaux, nourris de feuillages faute de fourrage.

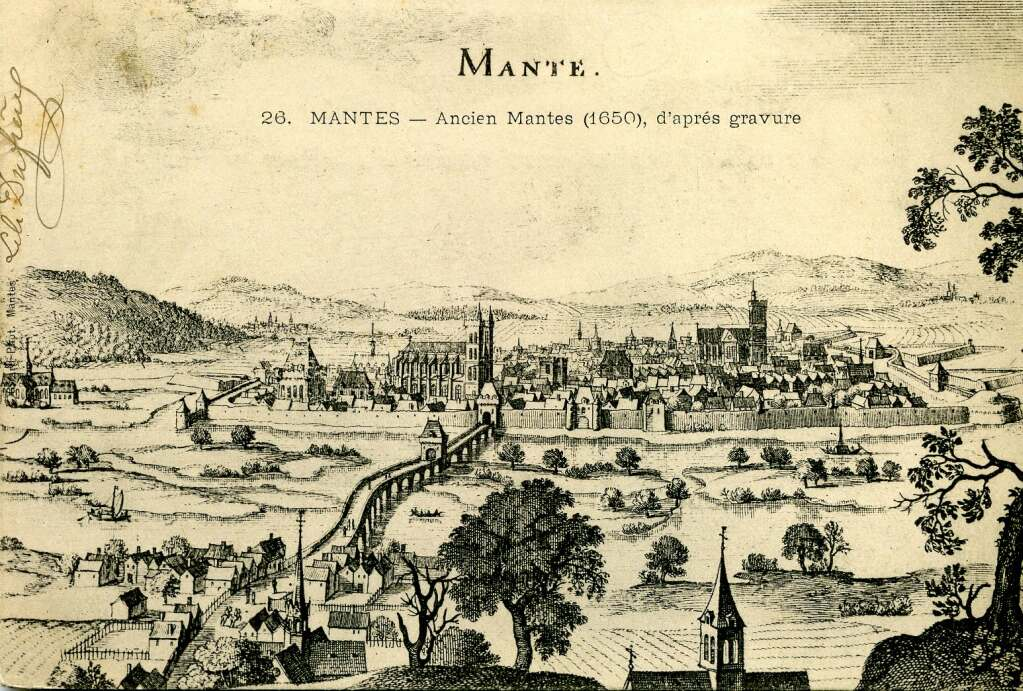
Bourg et campagne de Mantes non loin d'Aubergenville, gravure de 1653.

### Aubergenville
Le registre paroissial d'Aubergenville, à la fin de l'année 1694 indique quatre baptêmes, deux mariages et quarante-et-une inhumations. Le curé en indique la raison :
« L'année 1694 fut nommée l'année de la famine, les bleds de la récolte de 1693 étaient de si mauvaise qualité que le pain ne nourrissait point comme à l'ordinaire. Peu de temps après avoir mangé, on était encore dévoré de la faim. C'est à cela qu'on doit la mortalité qui arriva alors. Le prix du bled en 1693 était de 45"15' le septier mesure de Paris et en 1694 le septier de bled valait 61"3' prix commun »